# Hôtel Mame (Tours)
Ne doit pas être confondu avec Hôtel Mame (Angers).
L'hôtel Mame est un hôtel particulier situé à Tours dans le Vieux-Tours. Le monument fait l’objet d’un classement au titre des monuments historiques depuis le 10 juillet 1942.

## Localisation
L'hôtel est situé au 17-19 rue Émile-Zola (ancienne rue de l'Archevêché), à Tours.

## Historique
Il est construit entre 1768 et 1770 sur les plans de l'architecte Pierre Meusnier pour Gilles Lefevre de Montifray, négociant et juge-consul, et son épouse Catherine Thoisnier. Lefebvre a probablement également fait construire l'hôtel situé au 15 de l'actuelle place François-Sicard (hôtel Liebert de Nitray) et était notamment propriétaire des domaines de Panchien et de Puy-Tessier.
Il fut acquis par Ernest Bidault en 1834.
En 1872, Alfred Mame l'acquiert à son tour. Son fils Paul Mame en hérite.

## Galerie

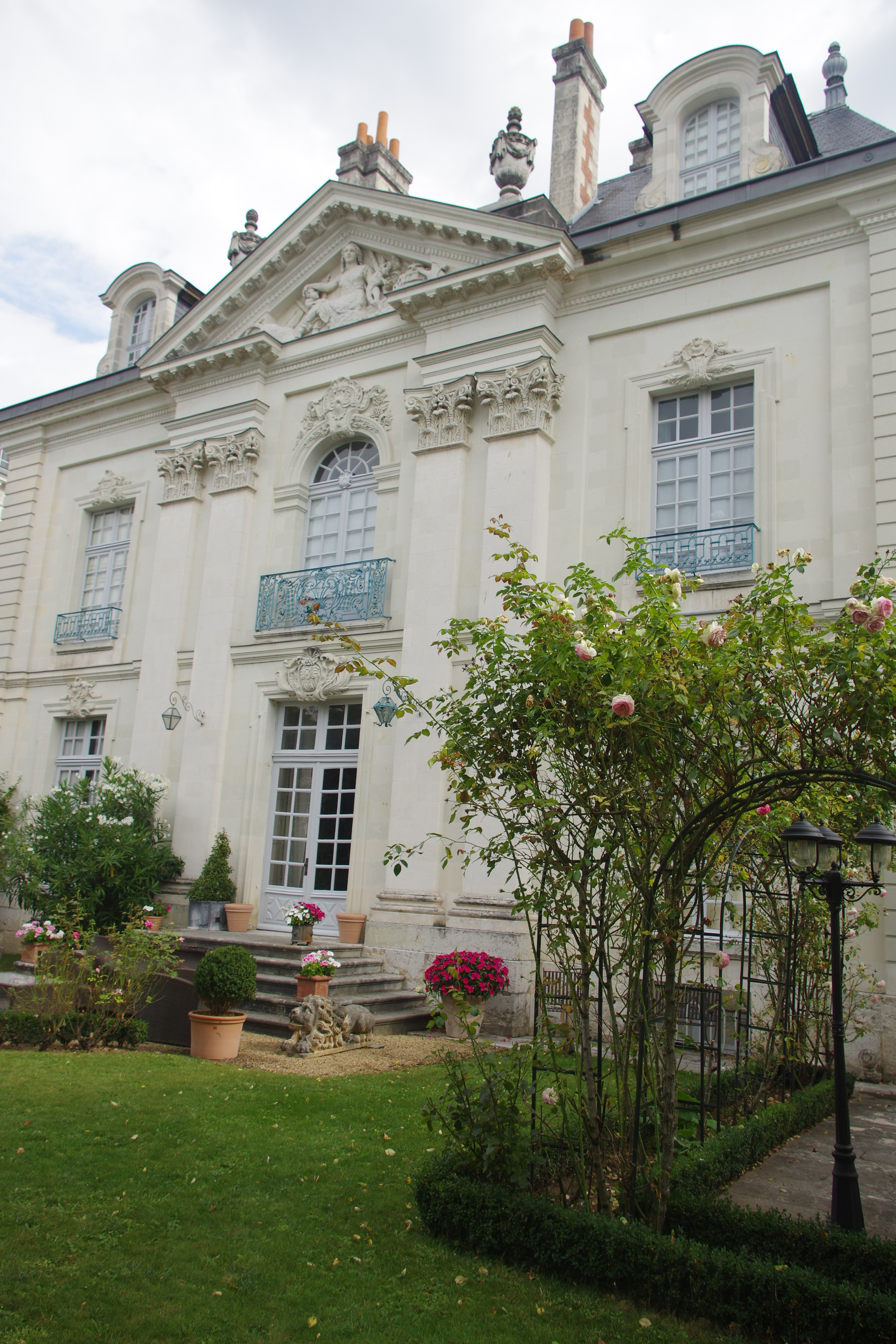
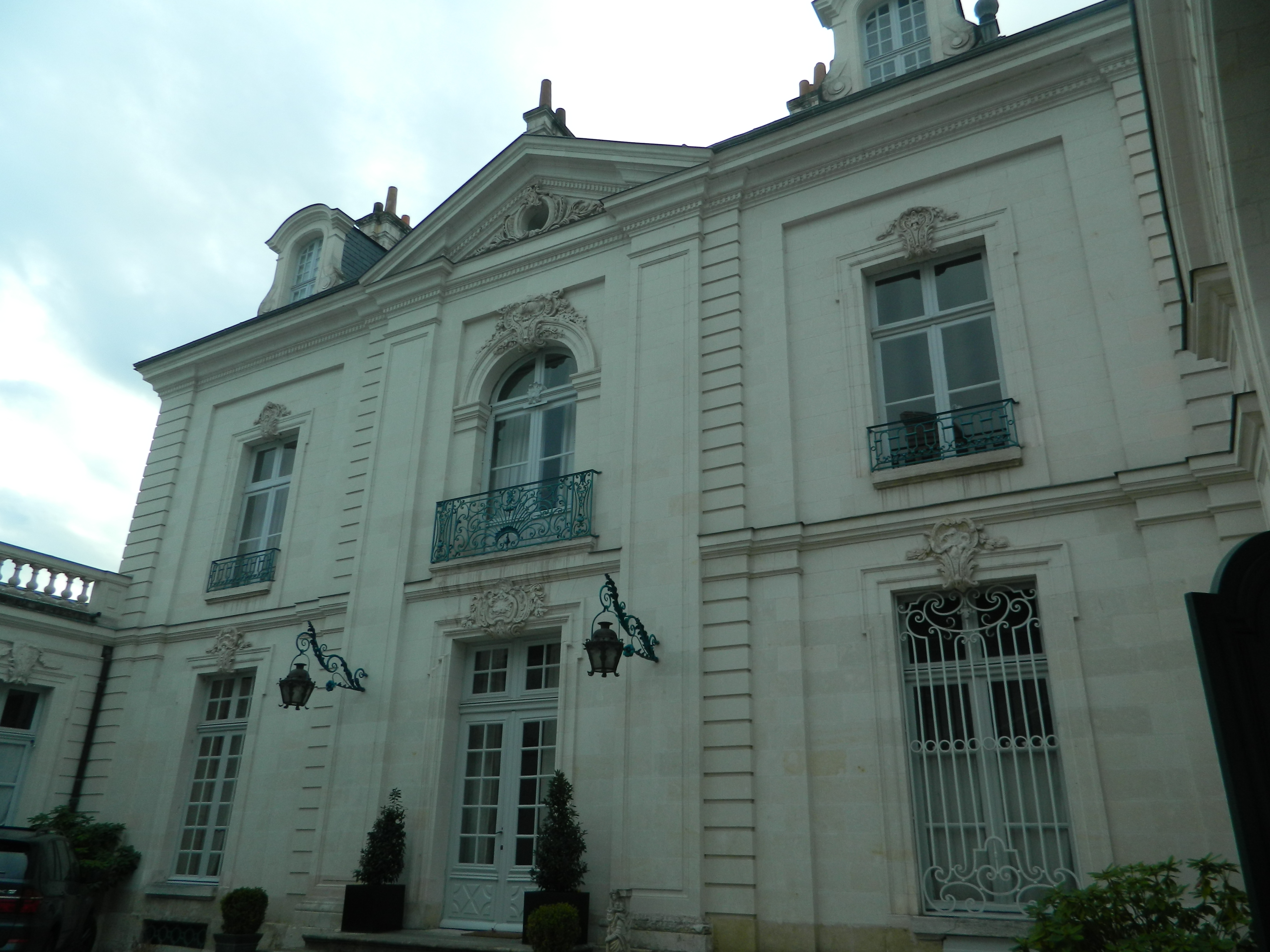
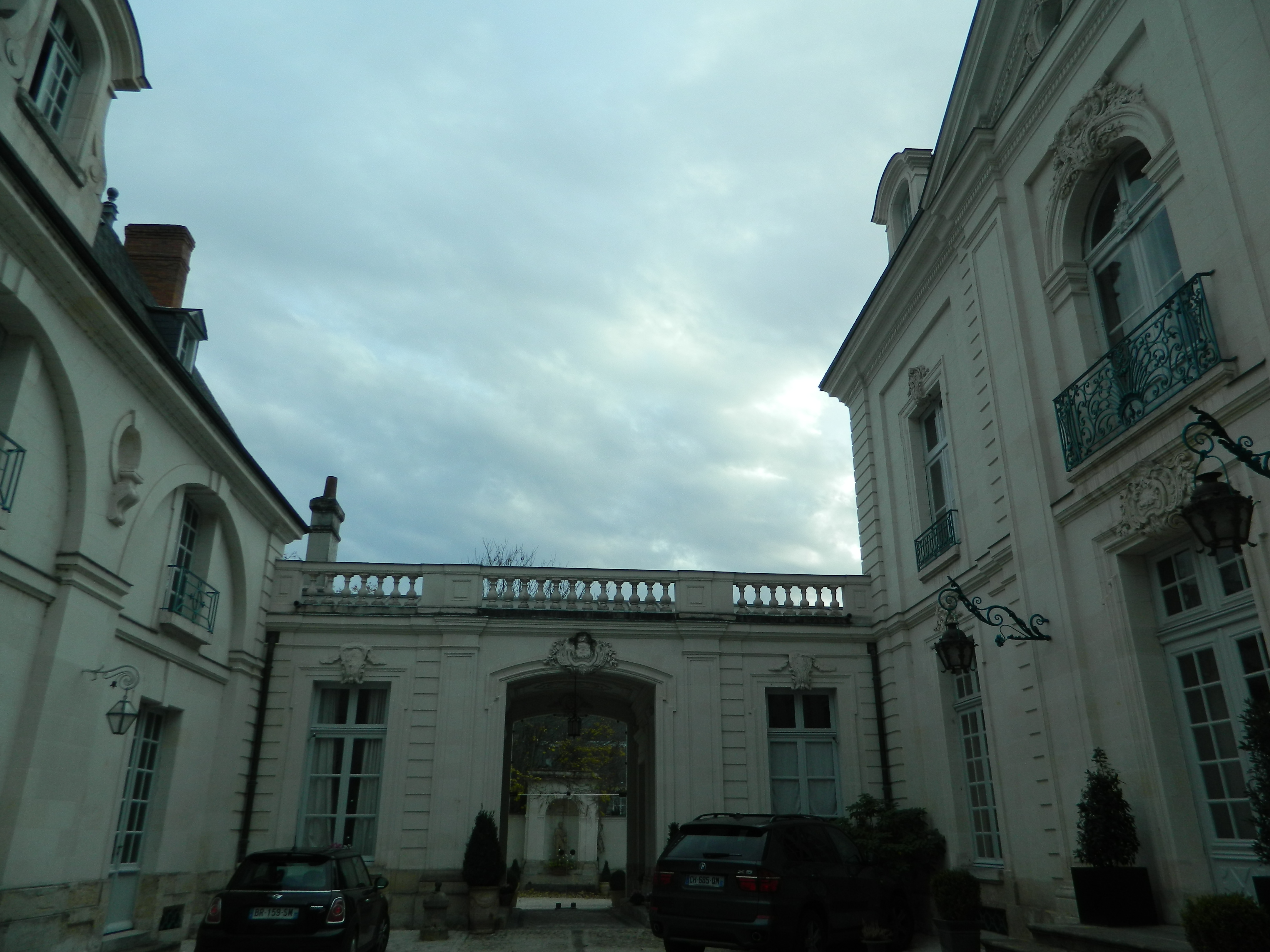
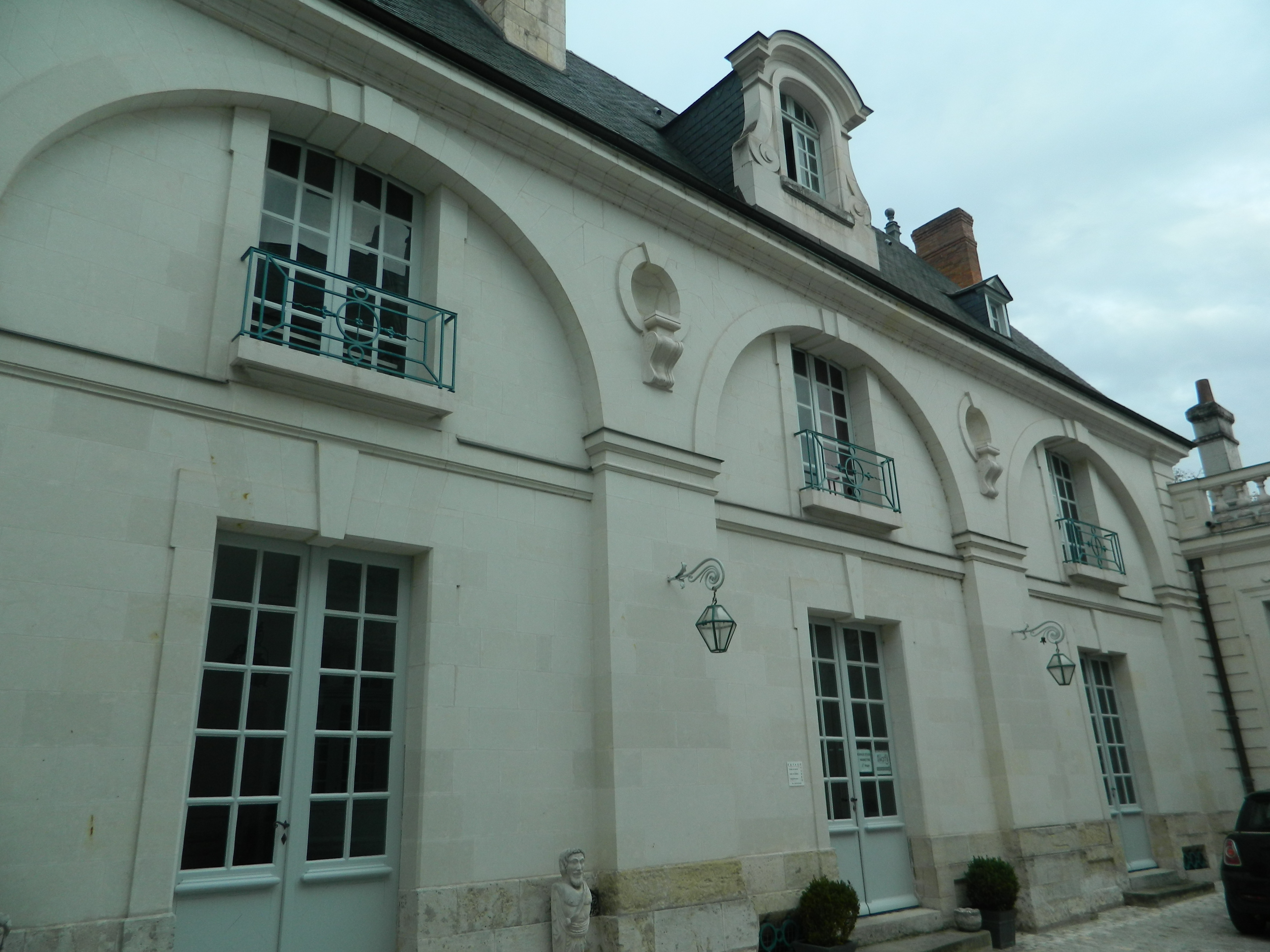